# Pascal van Wijk
Pascal van Wijk (Arnhem, 1970)  was algemeen directeur bij Eredivisieclub Vitesse.
Van Wijk bekleedde, voor hij in het profvoetbal actief werd, diverse functies in het bedrijfsleven. In 2004 werd hij manager financiën en bedrijfsvoering bij voetbalclub Vitesse. Na het vertrek van Karel Aalbers in 2000 rezen de schulden van de Arnhemse club tot grote hoogte. Dankzij een grootscheepse reddingsactie kon Vitesse blijven voortbestaan. In 2016 werd de geboren en getogen Arnhemmer benoemd tot Zilveren Vitessenaar. Op 21 februari 2019 werd hij gekozen tot algemeen directeur bij Vitesse. Op 6 april 2023 werd door Vitesse bekendgemaakt dat Pascal van Wijk is gestopt als algemeen directeur bij Vitesse na ruim vier jaar. Peter Rovers nam zijn taken vanaf dat moment over. 